# Francolinus jacksoni
Francolinus jacksoni là một loài chim trong họ Phasianidae.